# Myles Munroe
Myles Munroe, OBE, (20 de abril de 1954 - 9 de noviembre de 2014) fue un reconocido orador motivacional y ministro cristiano evangélico pentecostal de las Bahamas, que fundó y dirigió las Bahamas Faith Ministries International (IAMC) y Myles Munroe International (MMI). 
Escribió numerosos libros y su mensaje principal fue: El Reino de Dios y cómo, basados en la Palabra (Cristo), desarrollar el potencial del hombre para extender este Reino en el mundo (sociedad). Abarcando temas como el liderazgo, las relaciones familiares y las finanzas. 
Además, fue director ejecutivo y presidente del consejo de líderes de la Asociación Internacional de Líderes del Tercer Mundo y presidente del Instituto Internacional de Capacitación de Líderes.

## Biografía
Myles Munroe Egbert nació el 20 de abril de 1954 en Nassau, Bahamas. Criado en el barrio Bain Town de la capital bahameña, Myles creció en la pobreza en una familia de once hermanos. Se convirtió al cristianismo durante su adolescencia, después de asistir Universidad Oral Roberts (ORU), donde recibió su Licenciatura en Bellas Artes, Educación y Teología en 1978 y el grado de Maestría en Administración de la Universidad de Tulsa en 1980. Munroe fue también el destinatario de doctorados honoris causa por varias casas de altos estudios y sirvió como un profesor adjunto de la Escuela de Graduados de Teología de la ORU.

## Ministerio y vida personal
Después de su graduación de la Universidad de Tulsa, Munroe fundó Bahamas Faith Ministries Internacional a principios de 1980, congregación a la que pastoreo con su esposa Ruth Ann hasta su fallecimiento. Dedicó su vida principalmente como orador, viajando alrededor del mundo, dirigiéndose a gobernantes, empresarios y creyentes religiosos. Además cuenta con una extensa biblioteca de libros publicados sobre diversos temas de la fe entre los que se destacaba el liderazgo y el best seller de 2008 "La gran idea de Dios".

## Muerte
Munroe y su esposa murieron en un accidente de avión privado (Learjet 35) durante la aproximación al aeropuerto internacional de Bahamas el 9 de noviembre de 2014. Los funcionarios de las Bahamas manifestaron que su avión golpeó una grúa en un astillero cerca del aeropuerto, cuando se dirigían a Freeport para una conferencia. Algunas fuentes afirman que había tenido una visión premonitoria sobre el hecho. Le sobreviven sus dos hijos Myles, Jr. (conocido como Chairo).